# Segeldampfer

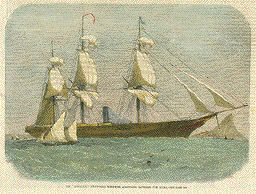
Segeldampfer HMS Himalaya unter Segeln, ca. 1860

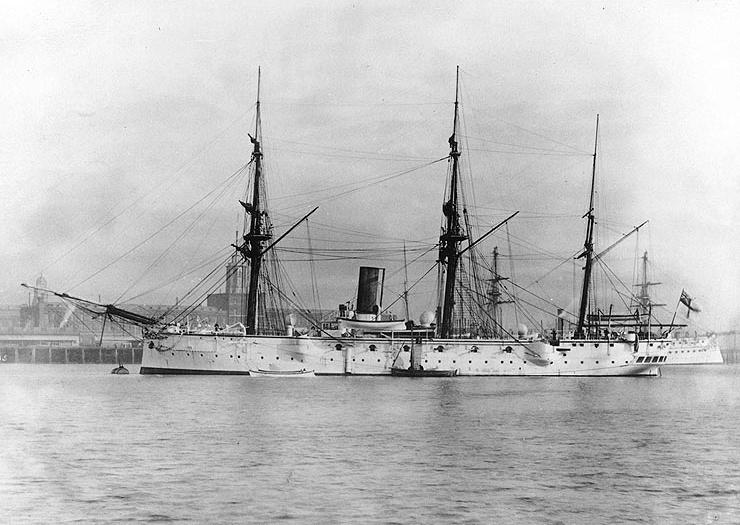
Segeldampfer HMS Calliope im Hafen, ca. 1880–90

Unter einem Segeldampfer versteht man ein Dampfschiff mit zusätzlicher Besegelung. Verbreitet waren diese Schiffe in der zweiten Hälfte des 19. Jahrhunderts bis ins 20. Jahrhundert hinein als Fracht-, Passagier- und Kriegsschiffe. Meist waren diese Schiffe mit zwei oder drei Masten ausgerüstet. Sie hatten zum einen Takelungen ähnlich denen von Segelschiffen wie Brigg, Schonerbrigg, Gaffelschoner (zwei oder drei Masten), Bark, Barkentine oder Vollschiff, aber auch spezielle Takelungen, abweichend von einem rah- oder schratgetakelten Segelschiff.
Bekannte Vertreter waren die
- Great Western von 1837 (Holzrumpf, Schaufelradantrieb, vier Masten mit Schonertakelung),
- Great Britain von 1845 (Schraubenantrieb, 6 Masten mit Schratsegel, 2. Mast mit Rahen)
- und der Segel-Schrauben-Raddampfer Great Eastern von 1858 mit sechs Masten (2./3. Mast Rahsegel, sonst Schratsegel) mit einer Segelfläche von 5.450 m².

Der große deutsche Auxiliar-Segler, die Fünfmastbark R. C. Rickmers, wurde teilweise als Segeldampfer bezeichnet, weil sie eine im Verhältnis recht große Dampfmaschine hatte.
Das Versuchsschiff Civetta mit Josef Ressels Schiffsschraube wurde, finanziert von Fontana, von 1827 bis 1829 in Triest gebaut und dort 1829 im Hafen getestet; es wies eine 4,4 kW starke Dampfmaschine neben zweimastiger Besegelung auf.